# Novara Football Club
Maillots
Actualités
Le Novara Football Club, ou plus simplement Novara FC, est un club de football italien fondé le 22 décembre 1908 par des étudiants de Novare. Le club est liquidé en juin 2021 et repart en Serie D.

## Histoire du club
Le tout premier terrain du stade est donné par le président du club du Novara Calcio de l'époque, Guido Beldì, et est inauguré le 3 novembre 1912 avec son épouse Mme Beldì (la marraine ayant cassé la traditionnelle bouteille de vin mousseux contre l'une des portes). Le match d'inauguration a lieu lors d'une défaite 2-1 du club de Novare contre le Torino.
Le club rentre en liquidation judiciaire en juin 2021 et est exclu par la commission de discipline de la fédération italienne.

### Historique
- 22 décembre 1908 : Fondation du club sous le nom de FAS Novara
- 1920 : Fusion de l'US Novarense et du FAS Novara pour donner naissance au FBA Novara
- 1931 : AC Novara
- 1975 : Novara Calcio
- 1977 : AC Novara
- 1981 : Novara Calcio
- 2010 : Montée en Serie B après 33 ans d'absence à ce niveau
- 2011 : Montée consécutive en Serie A après 55 ans d'absence à ce niveau
- 2021 : Disqualification du club pour cause de faillite

### Historique des noms
- 1908-1912 : Football Association Studenti Novara
- 1912-1920 : Foot Ball Club Novara
- 1920-1931 : Foot-Ball Associazione Novara
- 1931-1975 : Associazione Calcio Novara
- 1975-1977 : Novara Calcio
- 1977-1981 : Associazione Calcio Novara
- 1981-2021 : Novara Calcio
- 2021- : Novara Football Club

## Évolution du logo

Logo de 2003 à 2021.
Logo depuis 2021.

## Palmarès
Le tableau suivant récapitule les performances du Novara Calcio dans les diverses compétitions italiennes et de jeunes. Le club possède de nombreux titres, notamment en Série B et en Série C. La meilleure performance en Coupe d'Italie reste celle de 1939, où le club s'incline en finale face à l'Inter de Milan.
| Compétitions nationales | Compétitions régionales                                                |
| - Championnat d'Italie (Piémont) (1) - Champion : 1921 - Série B (3) - Champion : 1927, 1938, 1948 - Série C (4) - Champion : 1965, 1970, 2010, 2015 - Coupe d'Italie - Finaliste : 1939 | - Championnats nationaux Berretti Dante (2) - Vainqueur : 1970 et 2010 |

## Joueurs emblématiques
- Helge Bronée
- Simone Inzaghi
- Laurent Lanteri
- Mario Meneghetti
- Marco Negri
- Silvio Piola
- Johannes Pløger
- Ettore Reynaudi
- Bruno Fernandes